# Edificio Slovo
El Edificio Slovo (en ucraniano: Будинок «Слово») es un edificio residencial situado en el distrito de Shevchenko de Járkov. El edificio tiene forma de letra cirílica C, inicial de la palabra ucraniana слово («slovo», que significa «palabra»). Fue construido en los años 1920 para albergar a escritores ucranianos, que ocuparon un total de 66 apartamentos. Algunos de ellos, conocidos como el Renacimiento fusilado, fueron posteriormente ejecutados por la Unión Soviética en Sandarmoj.

## Construcción
Al ocupar Járkov la capitalidad de la República Socialista Soviética de Ucrania entre el 19 de diciembre de 1919 y el 24 de junio de 1934, la ciudad se convirtió en el centro de la economía ucraniana y experimentó un rápido crecimiento demográfico. La población pasó de 285 000 habitantes en 1929 a 423 000 en 1927, lo que causó que la falta de vivienda se convirtiera en uno de sus principales problemas. Esto también afectó a la comunidad literaria, ya que muchos escritores habían llegado a Járkov desde Kiev en el marco de la política de ucranianización. Los escritores que no podían hacer frente a los altos precios de la vivienda vivían en sus oficinas o en casas improvisadas, y algunos escritores con viviendas precarias llegaron a almacenar sus manuscritos en una olla para evitar que los ratones mordisquearan el papel. Pavló Tychyna fue uno de estos escritores que tuvieron que vivir en la oficina cuando asumió la dirección ejecutiva de la revista Chervony Shliaj en 1923.
En este contexto, a mediados de los años 1920, Ostap Vyshnia, quien para entonces formaba parte del sindicato de escritores Pluh («El Arado»), reclamó al gobierno soviético que construyera un complejo de apartamentos que pudiera alojar al menos a las figuras más destacadas de la intelectualidad ucraniana. El gobierno respaldó la idea de inmediato, al verla como un medio para tener bajo control a los intelectuales, ya que todos vivirían dentro del mismo edificio. El nuevo complejo fue diseñado en septiembre de 1927 por el arquitecto Mytrofán Dashkévych, quien le dio forma de letra cirílica «C» como inicial de la palabra ucraniana слово (slovo, «palabra»); de esta manera, el edificio fue conocido desde entonces como Slovo. Ante la falta de fondos para costear la obra, Vyshnia fue a Moscú en febrero de 1929 y pidió a Stalin que financiara el resto de la construcción, a lo que Stalin accedió el mismo día bajo la condición de que los residentes devolvieran el dinero en quince años. La obra finalizó el 25 de diciembre de 1929.
El Edificio Slovo se construyó en lo que estaba considerado un estilo lujoso: cada apartamento contaba con tres o cinco habitaciones, lo que era todo un lujo en la Unión Soviética de entreguerras. El edificio tiene cinco pisos y 66 apartamentos y se construyó con los mejores materiales disponibles en la época. En la azotea se instaló un solario y una ducha; y en el sótano, un jardín de infancia. A finales de 1929, llegaron los residentes, aunque no se instaló la calefacción centralizada hasta después del día de Año Nuevo de 1930. A los residentes se les llamó «eslovianos». Cada apartamento estaba equipado con un cuarto de baño, calefacción centralizada y teléfonos. Los artistas también pudieron disponer de sus propios estudios. Tras la Segunda Guerra Mundial, se instaló un ascensor, aunque solo proporcionaba acceso a la planta baja y a la quinta planta.
El edificio resultó levemente dañado por un bombardeo ruso el 7 de marzo de 2022 durante la invasión rusa de Ucrania.

## Renacimiento fusilado

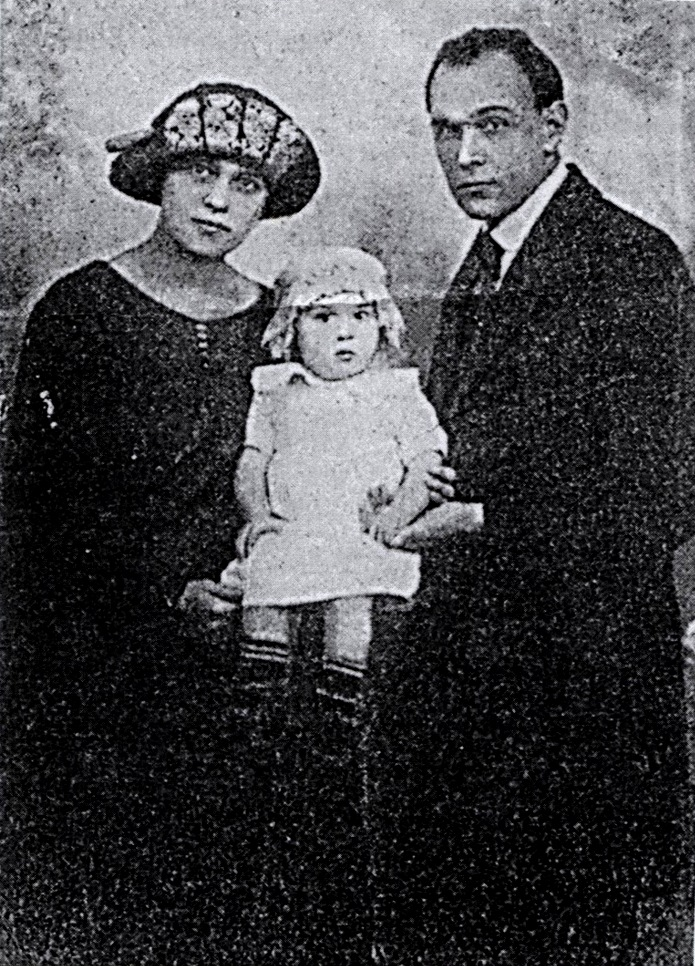
Klym Polishchuk con su mujer Halyna Mnevska y su hija Lesia

En la era del Renacimiento fusilado, los residentes eran espiados mediante el uso de escuchas telefónicas y delatados por los vecinos para ser detenidos. La actriz Halyna Mnevska fue la primera detenida el 20 de enero de 1931 porque no quería delatar a su marido Klym Polishchuk, quien fue ejecutado por fusilamiento en Karelia. Ella fue detenida y condenada a cinco años de prisión, y nunca se le permitió regresar a Ucrania. Las siguientes detenciones fueron las de Pavló Jrystiuk el 2 de marzo de 1931 e Iván Bahriany debido a sus actividades contrarrevolucionarias.
Con el paso de los años, creció el número de detenciones, alcanzándose el mayor número en 1933. El escritor ucraniano Myjailo Yalový fue detenido el 12 de mayo de 1933, acusado de espionaje y asesinato de Pável Póstyshev, y ejecutado el 11 de marzo de 1937. Al día siguiente de la detención de Yalovy, Mykola Jvylový, Mykola Kulish y Olés Dosvitni se reunieron para discutir sobre cómo resolver la situación. Jvylový regresó a su habitación y se disparó a sí mismo el 13 de mayo de 1933, como muestra de la desesperación que sentían los residentes del edificio Slovo, quienes vivían con el miedo constante de ser detenidos y ejecutados en una época en la que también estaba presente la hambruna del Holodomor. Con todo, 40 de los 66 apartamentos de Slovo fueron intervenidos con un balance de 33 personas ejecutadas, cinco sentenciadas a largas penas de prisión, un suicidio y una muerte en circunstancias poco claras. Muchos fueron condenados por espías, terroristas o conspiradores contra el régimen.
En 1934, la capitalidad pasó de Járkov a Kiev, en parte debido al Holodomor y a la represión. Posteriormente, los escritores supervivientes fueron trasladados a la casa RoLit, situada en la nueva capital. Durante la Segunda Guerra Mundial, cuando los alemanes empezaron a bombardear Kiev, se decía con amarga ironía que «bastará una bomba en RoLit, y la literatura ucraniana dejará de existir».

## Memoria

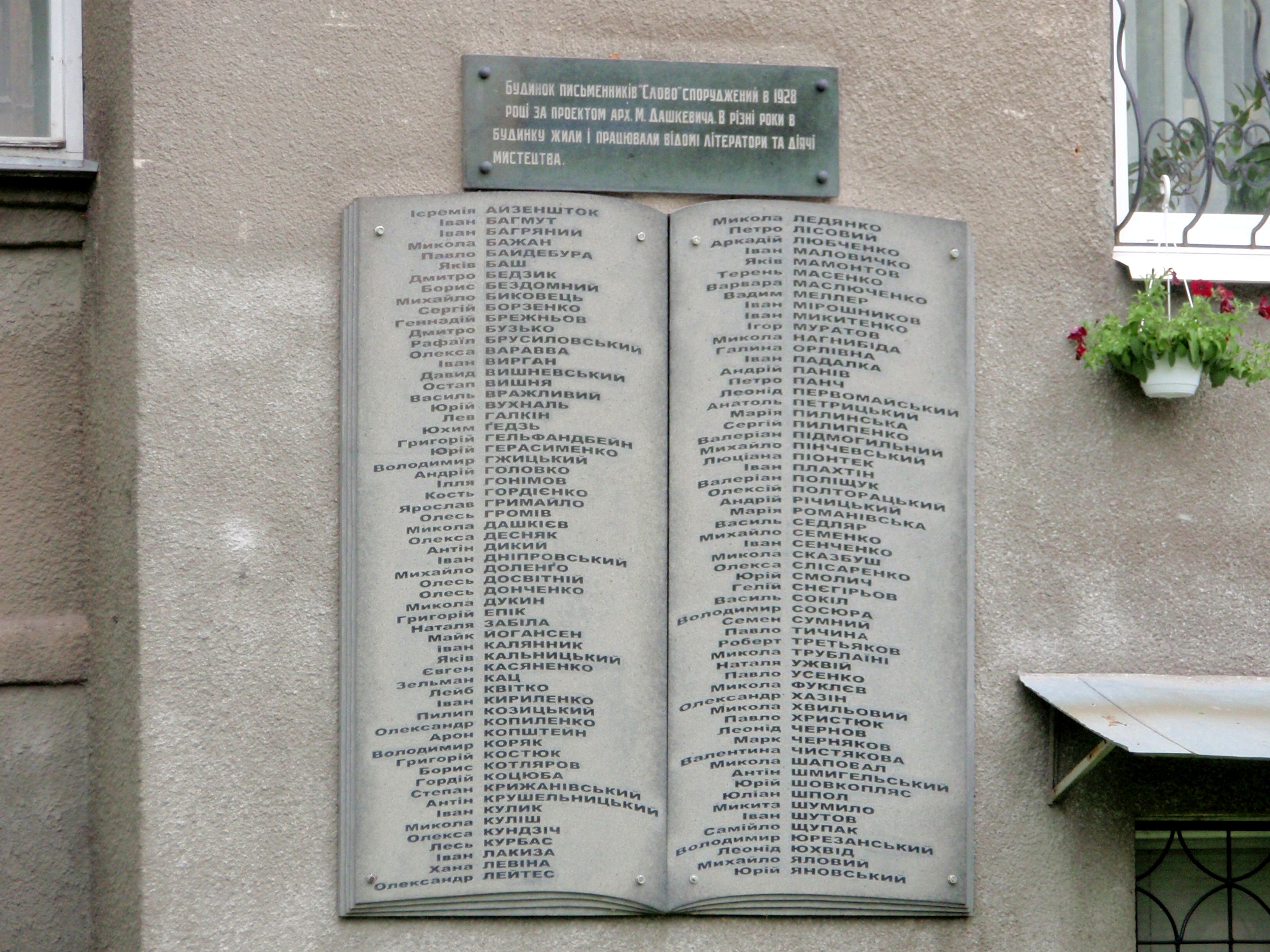
Placa conmemorativa de los escritores y artistas que vivían en el edificio.

El 24 de agosto de 2003 se colocó una placa conmemorativa con la lista de nombres de residentes célebres en sustitución de la placa anterior, que ya estaba destruida. El edificio fue incluido en el Registro Estatal de Monumentos Inmuebles de Ucrania el 21 de agosto de 2019.
En marzo de 2017, se lanzó en Ucrania el Proyecto ProSlovo, un proyecto de investigación dedicado al Edificio Slovo y a sus anteriores residentes. Los resultados, memorias e imágenes se publican en una página web interactiva en ucraniano e inglés en la que los usuarios pueden ver la cronología del edificio, imágenes en 3D de cada apartamento, fotografías de cada residente, planos y memorias.
En 2017, se realizó el documental Casa Slovo, con guion de Liubov Yakymchuk y Tarás Tomenko y la dirección de este último. El documental incluye un recorrido de cada apartamento acompañado de memorias y testimonios.